# Peytoia
Peytoia is een geslacht van uitgestorven anomalocariden die in de Cambrische periode leefden en de twee soorten Peytoia nathorsti en Peytoia infercambriensis bevatte. 

## Beschrijving
De geschiedenis van Peytoia is verwikkeld met die van Laggania en Anomalocaris: alle drie werden aanvankelijk geïdentificeerd als losse lichaamsdelen en pas later werd ontdekt dat ze tot één soort dier behoorden. Dit was gedeeltelijk te wijten aan hun samenstelling als een mengsel van gemineraliseerde en niet-gemineraliseerde lichaamsdelen. De mond en het voedingsaanhangsel waren aanzienlijk harder en werden gemakkelijker gefossiliseerd dan het fragiele lichaam.

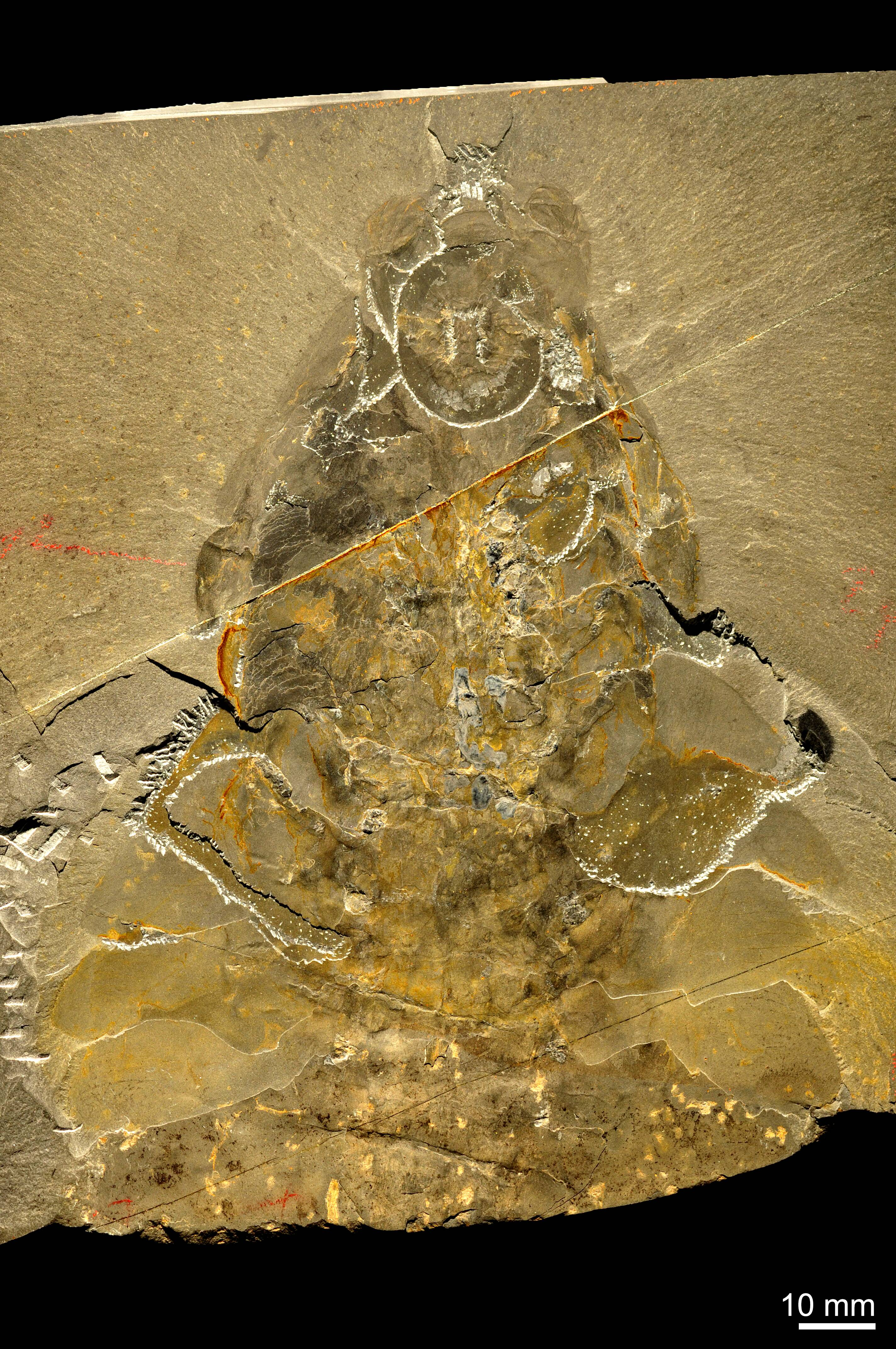
Fossiel van P. nathorsti

De eerste was een vrijstaand frontaal aanhangsel, beschreven door Joseph Frederick Whiteaves in 1892 als een schaaldierachtig wezen, omdat het leek op de buik van dat taxon. De eerste gefossiliseerde mond werd ontdekt door Charles Doolittle Walcott, die het verwarde met een kwal en het in het geslacht Peytoia plaatste. In hetzelfde artikel beschreef Walcott een slecht bewaard gebleven rompexemplaar als Laggania; hij interpreteerde het als een Holothuria (zeekomkommer). In 1978 merkte Simon Conway Morris op dat de monddelen van Laggania identiek waren aan Peytoia, maar interpreteerde dit als een aanwijzing dat Laggania een samengesteld fossiel was van Peytoia en de spons Corralio undulata. Later, terwijl hij prepareerde wat hij dacht dat het een niet-verwant exemplaar was, verwijderde Harry B. Whittington een laag deksteen om de ondubbelzinnig verbonden arm te ontdekken, waarvan gedacht was dat het een phyllocaride buik was en de orale kegel waarvan gedacht was dat het een kwal was. Whittington bracht de twee soorten met elkaar in verband, maar het duurde nog een aantal jaren voordat onderzoekers zich realiseerden dat de tot dan toe consistent apart geplaatste Peytoia, Laggania en het frontale aanhangsel één enorm wezen vertegenwoordigden. De namen Laggania en Peytoia werden beide in dezelfde publicatie gebruikt, maar Simon Conway Morris koos Peytoia in 1978 als geldige naam, waardoor het de geldige naam is volgens de regels van de International Commission on Zoological Nomenclature.
Een tweede soort Peytoia infercambriensis werd in 1975 tot Pomerania infercambriensis hernoemd. De ontdekker Kazimiera Lendzion interpreteerde het als een lid van Leanchoiliidae, een familie die nu bekend staat als onderdeel van de niet-verwante Megacheira (grote geleedpotigen met aanhangsels). Het werd later omgedoopt tot Cassubia infercambriensis, omdat de naam Pommerania al was gebruikt voor een ammonoïde. C. infercambriensis werd later herkend als een radiodont. Later werd vastgesteld dat het exemplaar een samenstelling was van een frontaal aanhangsel van een radiodont en het lichaam van een onbekende geleedpotige. Vanwege de sterke gelijkenis van het aanhangsel met Peytoia nathorsti werd C. infercambriensis opnieuw toegewezen aan Peytoia.
Zijn twee mondaanhangsels hadden lange borstelachtige stekels, het had geen waaierstaart en zijn korte gesteelde ogen zaten achter zijn mondaanhangsels. Paleontologen hebben vastgesteld dat deze attributen Peytoia diskwalificeren van de status toproofdier (in tegenstelling tot Anomalocaris), voor zover het zijn aanhangsels gebruikte om water en sediment op de zeebodem te filteren om voedsel te vinden. Honderdacht exemplaren van Peytoia zijn bekend uit de Greater Phyllopod-bedden, waar ze 0,21% van de gemeenschap uitmaken.

## Fylogenie
Peytoia behoort tot de clade Hurdiidae en is nauw verwant aan het hedendaagse geslacht Hurdia.